# Liên đoàn bóng chày và bóng mềm Việt Nam
Liên đoàn bóng chày và bóng mềm Việt Nam là cơ quan quản lý bóng chày và bóng mềm quốc gia tại Việt Nam.

## Thành lập
Ngày 10 tháng 4 năm 2021, Đại hội thành lập Liên đoàn bóng chày và bóng mềm Việt Nam (VBSF) đã được tổ chức tại Hà Nội. Đại hội đã bầu ông Trần Đức Phấn, Phó Tổng cục trưởng phụ trách Tổng cục Thể dục thể thao (TDTT) làm Chủ tịch VBSF.

## Tầm nhìn
Liên đoàn bóng chày và bóng mềm Việt Nam (VBSF) sẽ là đầu mối huy động mọi nguồn lực, đặc biệt các nguồn lực xã hội tài trợ, ủng hộ để phát triển môn bóng chày và bóng mềm, bắt đầu từ việc đẩy mạnh phát triển phong trào tập luyện thi đấu bóng chày và bóng mềm rộng khắp Việt Nam. Mục tiêu quan trọng nhất mà VBSF muốn hướng tới là thúc đẩy phát triển một cách khoa học, bài bản, tích cực cho bộ môn bóng chày và bóng mềm ở Việt Nam, qua đó hướng đến thành tích, thứ hạng cao ở khu vực Đông Nam Á và tiến tới là tầm khu vực, quốc tế.

## Quản lý
- Đội tuyển bóng chày quốc gia Việt Nam

## Giải đấu
- Cúp các câu lạc bộ bóng chày toàn quốc